# Queen of My Heart
"Queen of My Heart", một bài hát nguyên gốc của ban nhạc nam người Ireland Westlife, đã được phát hành làm đĩa đơn mở đầu cho album World of Our Own năm 2001. Bài hát đem lại cho nhóm đĩa đơn quán quân thứ 9 ở Anh.
Ca khúc đứng thứ 23 trong danh sách những đĩa đơn bán chay nhất ở Anh năm 2001. Nó nhận được chứng nhận Bạc ở Anh với trên 200.000 bản bán được.

## Danh sách track

### CD1
1. "Queen of My Heart" (Radio Edit)
2. "When You're Looking Like That" (Single Remix)
3. "Reason for Living"
4. "When You're Looking Like That" (Video)

### CD2
1. "Queen of My Heart" (Radio Edit)
2. "When You're Looking Like That" (Single Remix)
3. "Interview Cd Rom"

## Xếp hạng
| Bảng xếp hạng                    | Vị trí xếp hạng |
| -------------------------------- | --------------- |
| Austrian Singles Chart           | 33              |
| Belgian (Flanders) Singles Chart | 14              |
| Danish Singles Chart             | 15              |
| German Singles Chart             | 27              |
| Irish Singles Chart              | 1               |
| Dutch Top 40                     | 12              |
| New Zealand Singles Chart        | 4               |
| Norwegian Singles Chart          | 12              |
| Romanian Top 100                 | 24              |
| Swedish Singles Chart            | 3               |
| Swiss Singles Chart              | 37              |
| UK Singles Chart                 | 1               |